# Дормелето
Дормелѐто (на италиански: Dormelletto; на пиемонтски: Dromlet, Дромлет, на местен диалект: Drumlet, Дрюмлет) е малко градче и община в Северна Италия, провинция Новара, регион Пиемонт. Разположено е на 236 m надморска височина. Населението на общината е 2610 души (към 2014 г.).